# Ćma pawica
Ćma pawica (hol. Grote Nachtpauwoog, ang. Great Peacock Moth) – obraz olejny (nr kat.: F 610, JH 1702) namalowany przez Vincenta van Gogha w maju 1889 podczas jego pobytu w miejscowości Saint-Rémy.

## Historia
Vincent van Gogh w liście do brata Theo wspomniał o namalowaniu obrazu ćmy, która napotkał w ogrodzie szpitala w Saint-Rémy i o której sądził, iż była to trupia główka
Wczoraj narysowałem bardzo dużą, raczej rzadką ćmę nocną, która jest zwana trupią główką, jej ubarwienie jest zadziwiająco zróżnicowane: czarne, szare, białe, cieniowane i z cętkami z karminu z lekka przechodzące w oliwkową zieleń; jest ona bardzo duża. Aby ją namalować musiałbym ją zabić, szkoda byłoby, ponieważ zwierzak był taki piękny. Wyślę ci jej rysunek z kilkoma rysunkami innych roślin.
Van Gogh wykonał szczegółowy rysunek ćmy, na podstawie którego w pracowni namalował obraz, umieszczając ćmę na tle obrazków plamistych. Ćma ta symbolizowała śmierć. Żeby ją dokładnie namalować, artysta musiałby ją zabić. Zamiast tego wykonał szkic przyszłego obrazu, a uniknąwszy zabicia owada (symbolizującego śmierć) stworzył hymn o witalności Stworzenia.